# 思樂冰

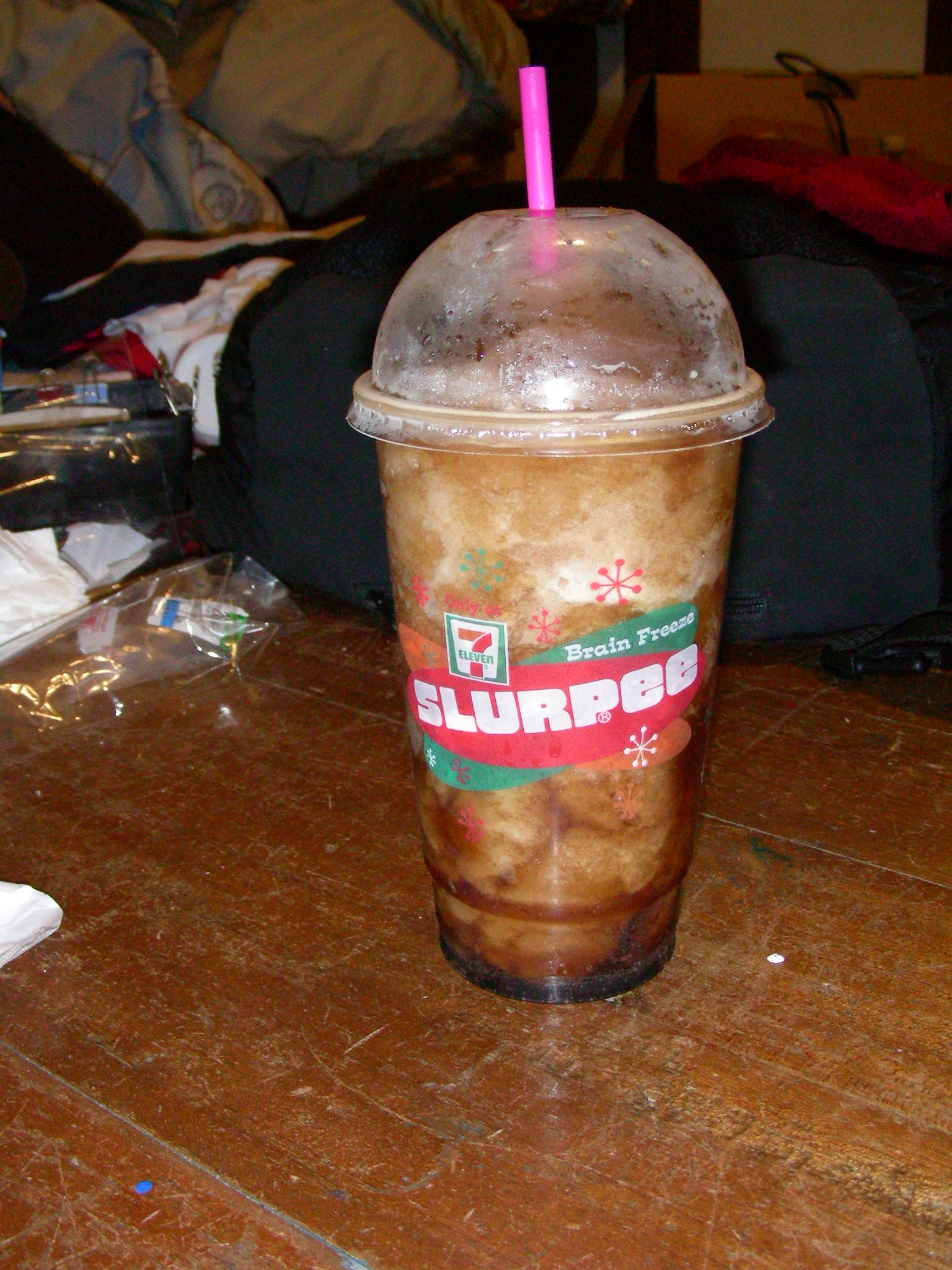
台灣7-Eleven販售的思樂冰

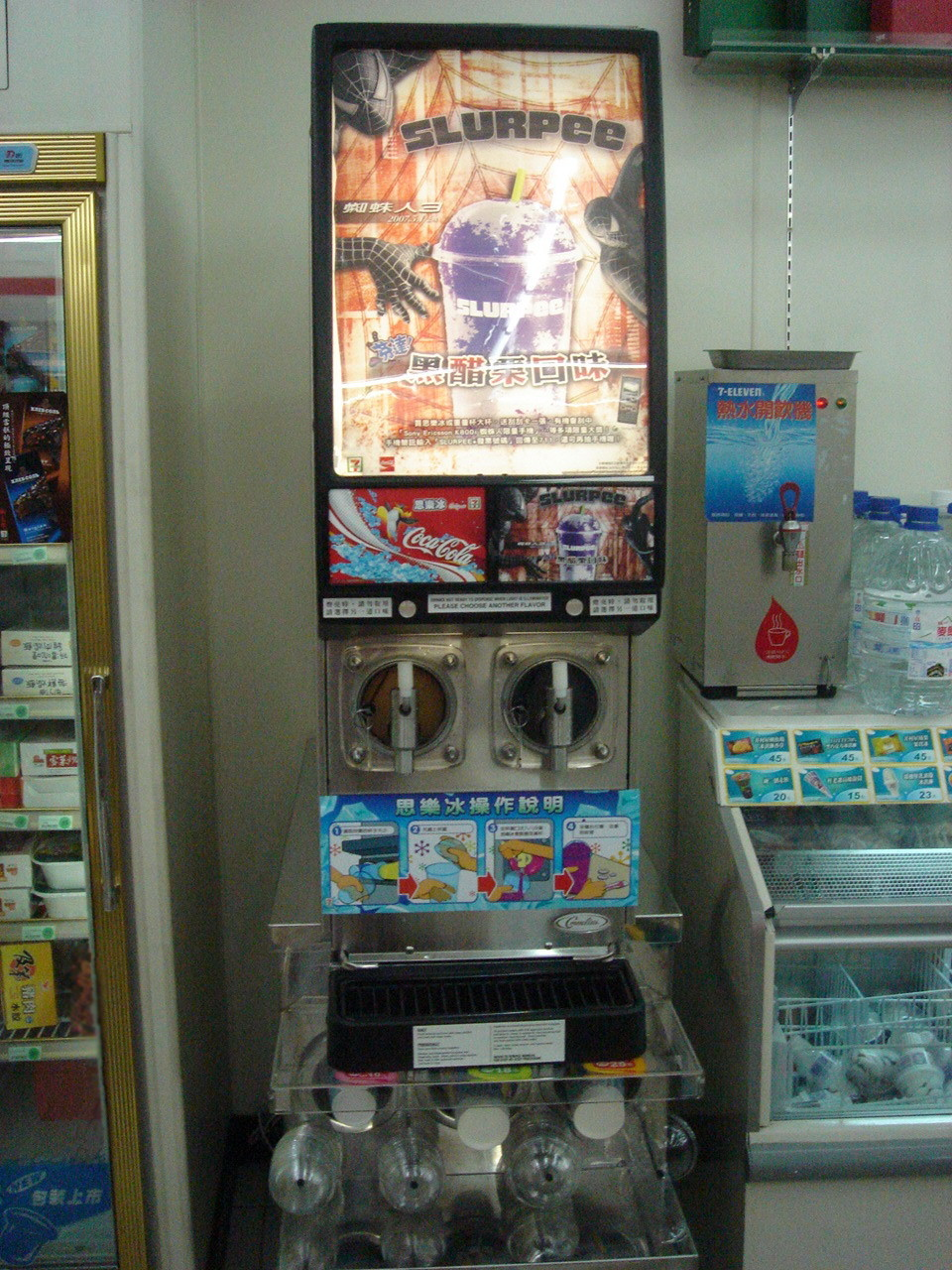
台灣的思樂冰機

思樂冰（英語：Slurpee）是由全球性的便利商店7-ELEVEn研製的沙冰飲品，於1967年首次推出。思樂冰與其他冰品有所不同，它是將糖漿與碳酸水混合成的汽水凍結而成的冰沙，與一般碎冰或冰沙的製作方式不同，因此它的口感比汽水或冰沙涼快。思樂冰只在7-ELEVEn販售，同時也是7-ELEVEn的註冊商標之一。
在香港，現時所有思樂冰機設有選擇口味功能，能夠在倒入前在思樂冰加入特定口味。
在台灣，7-ELEVEn的思樂冰曾於2018年中停售，但目前已於2023年夏季重新回歸，目前全台僅部分門市有販售。

## 歷史
思樂冰的前身是美國速食餐廳「Dairy Queen」的老闆奧瑪·肯迪克在無意中發明的。他將冷凍過的汽水賣給顧客，結果意外地獲得好評，因而與廠商共同開發出可以將碳酸飲料冷凍成冰沙狀的機器，這種機器在1959年後開始出現，1965年美國7-ELEVEn買下這種機器，隨後於1967年取名為「Slurpee」，據說該名稱源自通過吸管喝這種飲料時發出的聲音。思樂冰於全美國推廣後非常受到歡迎，目前已經成為美國7-ELEVEn代表性的商品。

## 發售區域
思樂冰雖然是7-ELEVEn的重要商品，但並非全球的分店皆有發售。最主要的販售區域在美國，而台灣7-ELEVEn在1986年開始販售，因為銷售不佳、機體逐漸老舊，故基於坪效考慮，台灣的門市店曾經一度取消了這販售項目。2006年至2018年時台灣7-ELEVEn靠強力廣告與低價促銷想讓思樂冰重回產品線，並曾在夏季營業額中取得不錯的成績。但當時多數門市仍沒有提供此服務。
2021年4月台灣部落客到統一超商買思樂冰，店員卻說因為原料因素，全台思樂冰機台將撤掉，台灣7-ELEVEn回應「針對該商品將進行結構調整，後續將持續推出多元冰品及現調飲品滿足消費者需求」。2023年5月宣布思樂冰將於2023年夏季會陸續登上台灣7-ELEVEn的台架上。
140餘家日本7-ELEVEn店鋪自數年前起即試行銷售此商品。然而在7-ELEVEn日本的官方網站上並無此商品之介紹，亦沒有大規模推廣的跡象。
2023年5月，思樂冰正式於台灣回歸販售，回歸後第一台機器在台北市信義區的道生門市重新啟用。

## 特色

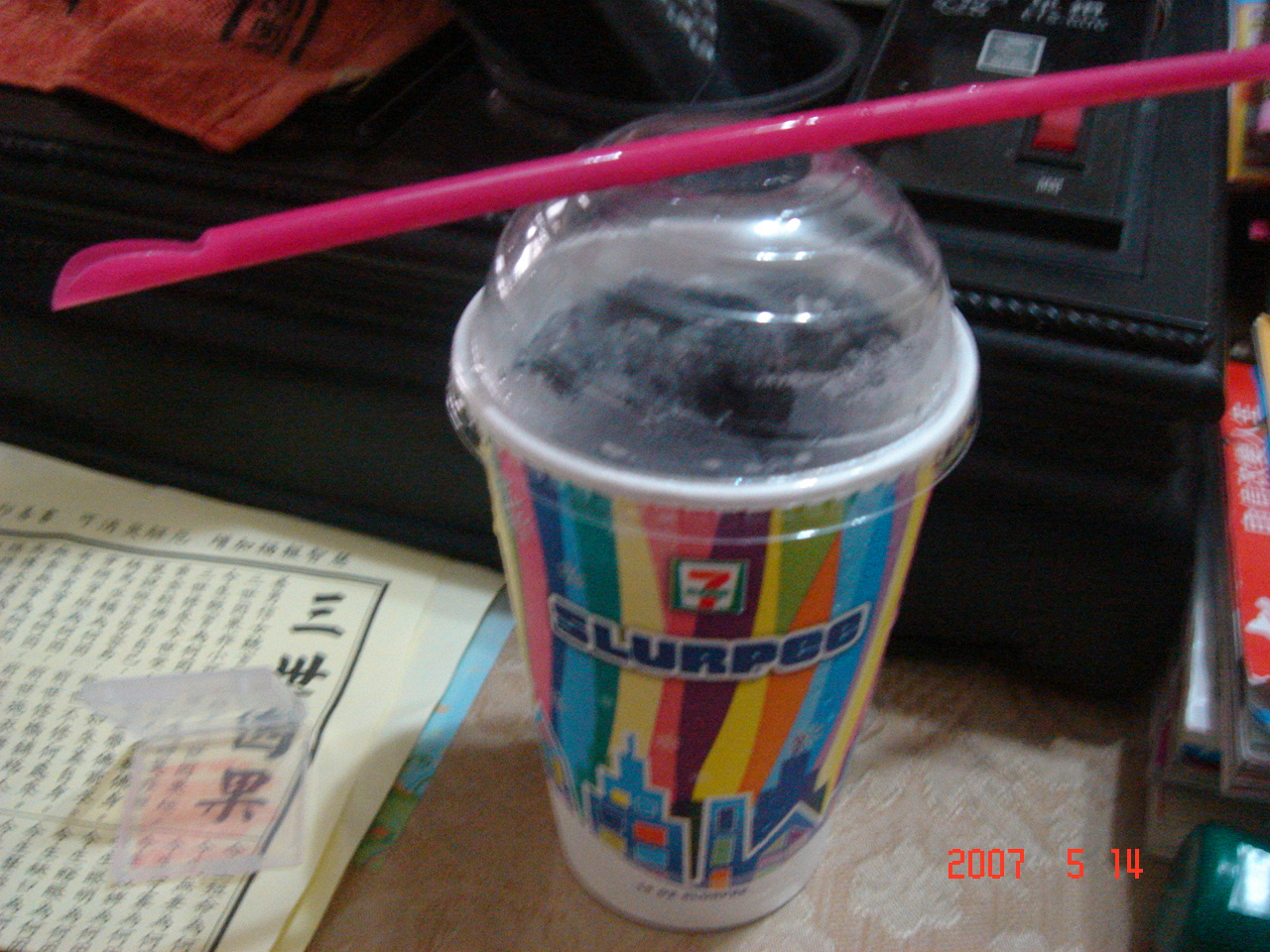
中杯思樂冰與特殊吸管

- 思樂冰所使用的吸管與一般常見者有很大不同，主要是末端有一扁平狀突出，其作用如湯匙，在碎冰無法吸取時，可利用吸管舀冰。
- 思樂冰吸管常會有不同顏色與造型的推出，甚至有人專門收集此種吸管。
- 機器可提供兩種或以上口味，其中一種必定是可樂口味，其他的定期更換許多其他的口味，主要是水果口味或其他飲料的口味。
- 思樂冰目前已在全世界銷售超過60億杯，每月仍固定銷售1100萬杯以上。[5]
- 思樂冰的杯口是透明的蓋子，上方有一個比一般飲料還要大的口，方便吸飲或舀取食用。
- 大杯思樂冰的塑膠杯採用的是不可回收的玉米製環保塑料，但塑膠外殼不能食用。